# Dnepr
Dnepr (på dansk også kendt som Dnjepr; russisk: Днепр, tr. Dnepr; hviderussisk: Дняпро, tr. Dnjapro; ukrainsk: Дніпро, tr. Dnipro, på engelsk Dnipro) er en flod i det østlige Europa. Dnepr udspringer på de sydlige skråninger af Valdajhøjderne i Smolensk oblast, Rusland, og udmunder i Dnepr-Buh flodmundingen ved Sortehavet. Områder i tre stater (Rusland, Hviderusland og Ukraine) indgår i Dneprs afvandingsområde, den største del i Ukraine. De største af Dnepr-flodsystemets bifloder er Sosj, Desna, Psel, Bjarézina, Pripjat og Inhulets. Dneprflodsystemet er et af de største afvandingsområder i Europa og er den tredje længste flod i Europa.

## Generelt

### Grundlæggende data
Dnepr har en samlet længde på mellem 2145 km og 2201 km, hvoraf 1990 km kan besejles. Før konstruktionen af reservoirerne på floden var længden 2285 km. Den årlige middelvandføring ved udmundingen er 53 km³, i vandrige år 73 km³, i tørkeår 24 km³. Middelvandføringen er 1.670 m³/s. I Kyiv er middelvandføring 7.000 m³/s, højest 25.000 m³/s, lavest 200 m³/s. Dneprs afvandingsareal er 504.000 km².

### Flodsystem og afvandingsområde
Dnepr er en typisk lavlandsflod med en langsom og jævn strøm. Floden har et bugtet løb, der danner mæandere, strømfald, øer og kanaler. Den er opdelt i tre dele: den øvre del, fra kilden til Kyiv (1320 km), den midterste del, fra Kyiv til Zaporizjzja (555 km), og den nedre del, fra Zaporizjzja til udmundingen (325 km).
Flodens løb ændrer retning flere gang. Fra udspringet til Orsja flyder Dnepr i sydvestlig retning, fra Orsja flyder den direkte mod syd til Kyiv, fra Kyiv til Dnipropetrovsk løber den i sydøstlig retning. Mellem Dnipropetrovsk og Zaporizjzja flyder Dnepr igen direkte mod syd, hvorefter floden følger en sydvestlig retning til Dnepr-Buh flodmundingen og udmundingen i Sortehavet. Bugtninger fordobler Dneprs løb fra det centrale Ukraine til Sortehavet; afstanden fra Kyiv til udmundingen af Dnepr er 450 km i luftlinje, mens floden er 950 km lang.
Bredden af floddalen er op til 18 km. Bredden af arealerne langs flodbredden, der ofte bliver oversvømmet, er op til 12 km. Dnepr-Buh flodmundingens areal er 350 km².
Dneprs afvandingsområde grænser (fra vest med uret) til afvandingsområderne for Sydlige Bug og Dnestr (begge udmunding i Sortehavet), Wisła, Nemunas, Daugava (alle udmunding i Østersøen), Volga (udmunding i Kaspiske Hav) og Don (udmunding i Azovske Hav). Af afvandingsarealet på 504.000 km² ligger de 291.400 km² i Ukraine.

### Etymologi
Navnet Dnepr stammer fra sarmatiske Danu apara dansk: ~ floden på den anden side og fra det skytiske Danu april (Dānapr) ifølge V.I. Abajev, ekspert i skyto-sarmatiske sprog. Navnet Dnestr (Dniester) derimod er kombination af skytiske Danu (flod) og det gamle thrakiske navn Ister for Dnestr.
I de tre lande floden løber igennem er navnet det samme, men udtales forskelligt:
- russisk: Днепр (tr. Dnepr, russisk udtale: [dʲnʲɛpr]);
- hviderussisk: Дняпро (tr. Dnjapro, hviderussisk udtale: [dnʲaˈpro]);
- ukrainsk: Днiпро (tr. Dnipro, ukrainsk udtale: [dnʲiˈpro]).

Floden er nævnt af den antikke græske historiker Herodot i det 5. århundrede f.v.t. og af Strabon som Borysthenes (Βορυσθένης). De sene græske og romerske forfattere kaldte det Δάναπρις Danapris og Danaper, dana er oldpersisk og betyder "flod"; navnet er afledt af det sarmatiske Danu apara "floden på den anden side". Dens gamle østslaviske navn, der anvendtes i Kijevriget, var Slavuta eller Slavutych, hunnerne kaldte floden Var, og bulgarerne Buri-Chai. Navnet på Krim Tatar var Ozu.

## Flodafsnit